# 改良加藤厚涂片法
改良加藤厚涂片法，也叫加藤法（Kato technique）或加藤-卡茨法（Kato–Katz technique），是一种制备人类粪便样本的实验室方法，以用来寻找寄生虫卵。

## 适应症
该技术现在最常用于检测血吸虫卵。它过去也被用于其他寄生虫卵。它不能用于鉴定钩虫卵，因为使用这种方法制备后30至60分钟内它们会崩溃。一项针对299名感染曼氏血吸虫的受试者的研究发现，该方法的可重复性很差，因此不再推荐用于初级卫生保健机构：问题可能是曼氏血吸虫的卵往往会聚集在一起，这意味着即使是从同一标本制备的载玻片也可能包含截然不同的卵数。反对该技术的另一个主要论点是它很混乱，因此使技术人员面临不必要的高感染风险。

## 方法
已公布的方法在细节上有所不同，但通常涉及在光学显微镜下检查标准数量的筛分粪便，然后根据每克卵的数量对其中的卵数量进行标准化计数。它可能涉及对粪便样本进行染色。

## 历史
它由日本医学实验室科学家加藤博士（Kato Katsuya，1912-1991）于1954年开发。1972年，由巴西寄生虫学家纳夫塔利·卡茨（Naftale Katz，1940年生）领导的巴西研究小组对该技术进行了修改，以便在实地研究中使用，并且该修改被世界卫生组织采纳为多种蠕虫感染的黄金标准。

## 延申阅读
- Glinz, D.; Silué, K.D.; Knopp, S.; Lohourignon, L.K.; Yao, K.P.;  et al. . PLOS Neglected Tropical Diseases. 2010, 4 (7): e754. PMC 2907416 . PMID 20651931. doi:10.1371/journal.pntd.0000754 .